# Чес Лайф
„Чес Лайф“ (на английски: Chess Life, в превод от английски: „Шахматен живот“) е американско месечно списание за шахмат, което се издава от Шахматната федерация на САЩ.
Първият брой е публикуван през септември 1946 година под формата на 4-страничен вестник. В началото изданието излиза на всеки 2-3 седмици. Първият главен редактор е Монтгомъри Мейджър, който заема този пост в продължение на десетилетие. Мейджър пише сам по-голяма част от вестника, използвайки различни псевдоними. Прави го, за да остави впечатление, че във вестника пишат повече колумнисти, отколкото в действителност е техният брой по онова време.
През 1969 година „Чес Лайф“ се слива с шахматното списание „Чес Ривю“ и новото списание се публикува под името „Чес Лайф енд Ривю“.
Днес списанието се издава под името „Чес Лайф“ и е достъпно в печатен и електронен вид.